# Christian Carranza
Christian Carranza Alvites (Trujillo, La Libertad, 4 de noviembre de 1991) es un exfutbolista peruano.
Jugó con el club Sport Vallejo en 2008, siendo luego transferido a la Universidad César Vallejo. En 2010 salió campeón con el mismo club en la primera edición del Torneo de Promoción y Reserva.

## Clubes
| Club                      | País | Año         |
| ------------------------- | ---- | ----------- |
| Sport Vallejo             | Perú | 2008        |
| Universidad César Vallejo | Perú | 2008-2011   |
| Sport Huancayo            | Perú | 2012        |
| Sport Vallejo             | Perú | 2013        |
| Carlos A. Mannucci        | Perú | 2013-2014   |
| UTC                       | Perú | 2015        |
| Alianza Universidad       | Perú | 2015        |
| Sport Chavelines          | Perú | 2016        |
| Deportivo El Inca         | Perú | 2017 - 2018 |
| Sport Chavelines          | Perú | 2019        |

## Palmarés

### Campeonatos nacionales
| Título                        | Club                      | País | Año  |
| ----------------------------- | ------------------------- | ---- | ---- |
| Torneo de Promoción y Reserva | Universidad César Vallejo | Perú | 2010 |